# Бабаян Григорій Костянтинович
Григорій Костянтинович Бабаян (каз. Григорий Константинович Бабаян, 2 квітня 1980) — казахстанський футболіст і футбольний тренер вірменського походження.

## Біографія
Протягом ігрової кар'єри грав за клуби «Кайрат» і «Алма-Ата».
2005 року, завершивши ігрову кар'єру, залишився в «Алма-Аті», де став працювати у тренерському штабі і залишався у клубі аж до його розформування у 2008 році. Після цього разом з головним тренером Берндом Шторком перейшов на роботу в збірну Казахстану
З 2012 року став працювати у тренерському штабі «Астани». А в 2013, 2014 і 2018 роках був виконувачем обов'язків головного тренера клубу. У цьому статусі 2018 року виграв з командою у березні Суперкубок Казахстану, а у жовтні і чемпіонат. Завдяки цьому Бабаян був визнаний найкращим тренером казахстанської Прем'єр-ліги 2018 року за версією професійної футбольної ліги Казахстану.

## Досягнення
- Чемпіон Казахстану: 2018, 2022
- Володар Суперкубка Казахстану: 2018, 2021, 2023
- Володар Кубка казахської ліги: 2024